# Charleston (Vermont)
Charleston és una població dels Estats Units a l'estat de Vermont. Segons el cens del 2000 tenia 895 habitants.

## Demografia
Segons el cens del 2000, Charleston tenia 895 habitants, 362 habitatges, i 261 famílies. La densitat de població era de 9,2 habitants per km².
Dels 362 habitatges en un 30,4% hi vivien nens de menys de 18 anys, en un 54,7% hi vivien parelles casades, en un 9,9% dones solteres, i en un 27,9% no eren unitats familiars. En el 19,9% dels habitatges hi vivien persones soles el 5,2% de les quals corresponia a persones de 65 anys o més que vivien soles. El nombre mitjà de persones vivint en cada habitatge era de 2,47 i el nombre mitjà de persones que vivien en cada família era de 2,8.
Per edats la població es repartia de la següent manera: un 24,4% tenia menys de 18 anys, un 7,9% entre 18 i 24, un 24,8% entre 25 i 44, un 31,2% de 45 a 60 i un 11,7% 65 anys o més.
L'edat mediana era de 41 anys. Per cada 100 dones de 18 o més anys hi havia 99,1 homes.
La renda mediana per habitatge era de 28.083 $ i la renda mediana per família de 31.250 $. Els homes tenien una renda mediana de 25.938 $ mentre que les dones 19.911 $. La renda per capita de la població era de 15.278 $. Entorn del 16,4% de les famílies i el 20% de la població estaven per davall del llindar de pobresa.